# U-38号潜艇 (1938年)
U-38號是二戰期間服役的納粹德國海軍的IX-A型U艇。
她的龍骨於1937年4月15日由不來梅的DeSchiMAG威悉股份公司鋪設，船廠編號為943。她於1938年8月9日下水，並於10月24日在艇長海因里希·里布（Heinrich Liebe）指揮下投入使用。
U-38号作為幾個區艦隊的一部分進行了11次巡邏。在她的職業生涯中，她擊沉了35多艘船艦並損壞了另外一艘。U-38号被列為二戰中最成功的U艇之一。1945年5月5日，她在韋瑟明德（現代不來梅港）以西鑿沉。在整個戰爭期間，U-38号潜艇的船員沒有遭受任何損失。